# Shomari Figures
Shomari Coleman Figures, 3 september 1985 i Mobile i Alabama, är en amerikansk politiker (demokrat). Han är ledamot av USA:s representanthus sedan 2025.
I kongressvalet 2024 besegrade Figures republikanen Caroleene Dobson med 54,6 procent av rösterna mot 45,4 procent för Dobson.